# Taşlıçay, Karlıova
Taşlıçay là một xã thuộc huyện Karlıova, tỉnh Bingöl, Thổ Nhĩ Kỳ. Dân số thời điểm năm 2010 là 1.693 người.